# Julia Rayska
Julia Rayska, z domu Waniczek (ur. 1817 w Tarnowie, zm. 27 stycznia 1906 we Lwowie) – polska malarka, przedstawicielka sztuki XIX wieku. Tworzyła przede wszystkim w duchu sztuki biedermeieru.

## Życiorys

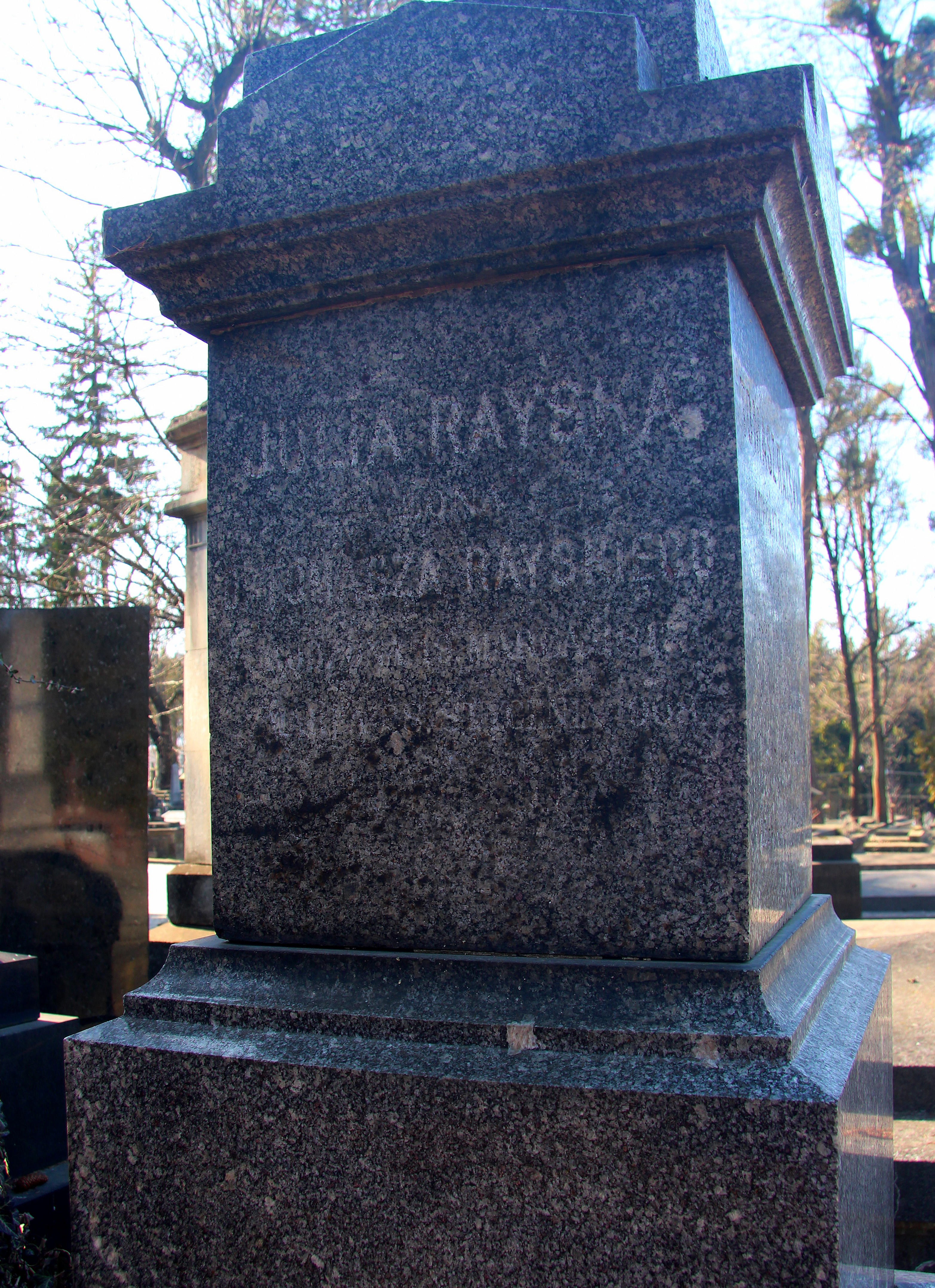
Grób rodzinny Julii i Tomasza Rayskich na Cmentarzu Łyczakowskim

Córka radcy Sądu Apelacyjnego we Lwowie. Rysunku i malarstwa uczyła się w latach trzydziestych XIX wieku u lwowskiego malarza, Jana Haara. W 1837 bądź 1838 wyszła za mąż za Tomasza Rayskiego (1811–1885), adwokata i aktywnego działacza konspiracji galicyjskiej, więzionego w latach 1842–1845, później posła na Sejm Krajowy i do Rady Państwa w Wiedniu oraz współzałożyciela Towarzystwa Przyjaciół Sztuk Pięknych we Lwowie.
Po wybuchu powstania styczniowego w 1863 roku oboje wstąpili do tajnych organizacji patriotycznych. Rayska kierowała jednym z miejskich okręgów do spraw poboru podatku narodowego, a w późniejszych latach pracowała społecznie w zarządzie Towarzystwa Praca Kobiet.
Została pochowana na Cmentarzu Łyczakowskim we Lwowie.

## Droga artystyczna

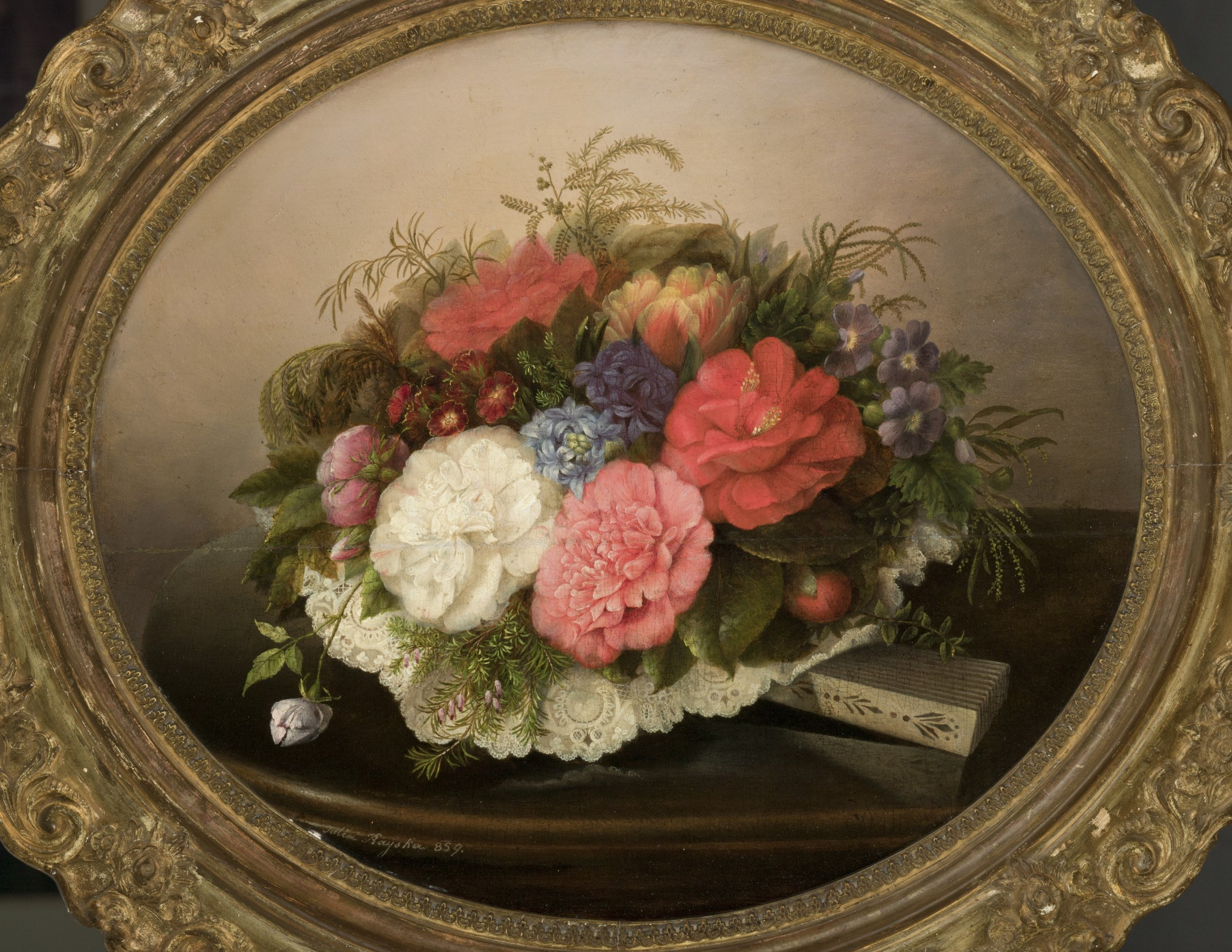
Julia Rayska, Bukiet kwiatów, 1859, Muzeum Narodowe w Krakowie

Julia Rayska była związana z lwowskim środowiskiem artystycznym. Wystawiała swoje obrazy we Lwowie: w 1847, 1856 na wystawie w ratuszu, 1860, a w latach 1868, 1876 i 1888 brała udział w wystawach tamtejszego Towarzystwa Przyjaciół Sztuk Pięknych. Swoje dzieło Bukiet kwiatów pokazywała również w 1858 w TPSP w Krakowie.
Malowała obrazy typowe dla stylu biedermeieru: przede wszystkim portrety i kompozycje kwiatowe, ale też sceny rodzajowe i myśliwskie oraz religijne i mitologiczne, naśladujące często dzieła malarzy zachodnioeuropejskich. Tworzyła przede wszystkim w technice olejnej na płótnie, ale też na desce czy na blasze.